# Abbaye de Steinfeld
 (novembre 2023).
Si vous disposez d'ouvrages ou d'articles de référence ou si vous connaissez des sites web de qualité traitant du thème abordé ici, merci de compléter l'article en donnant les références utiles à sa vérifiabilité et en les liant à la section « Notes et références ».
L'abbaye de Steinfeld (Kloster Steinfeld en allemand) est une abbaye située à Kall, en Rhénanie-du-Nord-Westphalie, Allemagne. Il ne faut pas la confondre avec l'abbaye bénédictine de Steinfeld, située juste à côté.  

## Historique
Le site de l'abbaye est occupé depuis 920, date à laquelle le comte Sibodo von Hochstaden veut faire établir un monastère bénédictin. Pour cela, il fait transférer les reliques de Potentinus et de ses deux fils Félicius et Simplicius depuis Karden. Néanmoins, le premier établissement monastique n'apparait que vers 1070, et passe sous le contrôle des Augustins en 1097. C'est en 1138 que l'ordre de Prémontré s'y installe, et y font bâtir l'église abbatiale (aujourd'hui basilique) entre 1142 et 1150. Grâce à leur action, l'abbaye de Steinfeld est ensuite devenue l'une des plus importantes du Saint-Empire, qui a pu s'étendre à l'étranger, au travers d'abbayes-filles, comme celle de Strahov, située à Prague. C'est en 1184 que la société monastique installé sur le site est élevée au rang d'abbaye.
Néanmoins, en 1802, alors que les troupes napoléoniennes occupent la région, l'abbaye est sécularisée, et sert alors à diverses fonctions laïques, sauf la basilique qui est reconvertie en église paroissiale. À cause de cette dissolution, de nombreuses œuvres d'art quitteront le pays, dérobées par les Français, ou vendues pour combler les déficits. En 1923, l'ensemble des bâtiments repassent dans le domaine religieux, en étant rachetés par la Société du Divin Sauveur, qui en fait un couvent. La basilique reçoit le statut de basilique mineure en 1960.

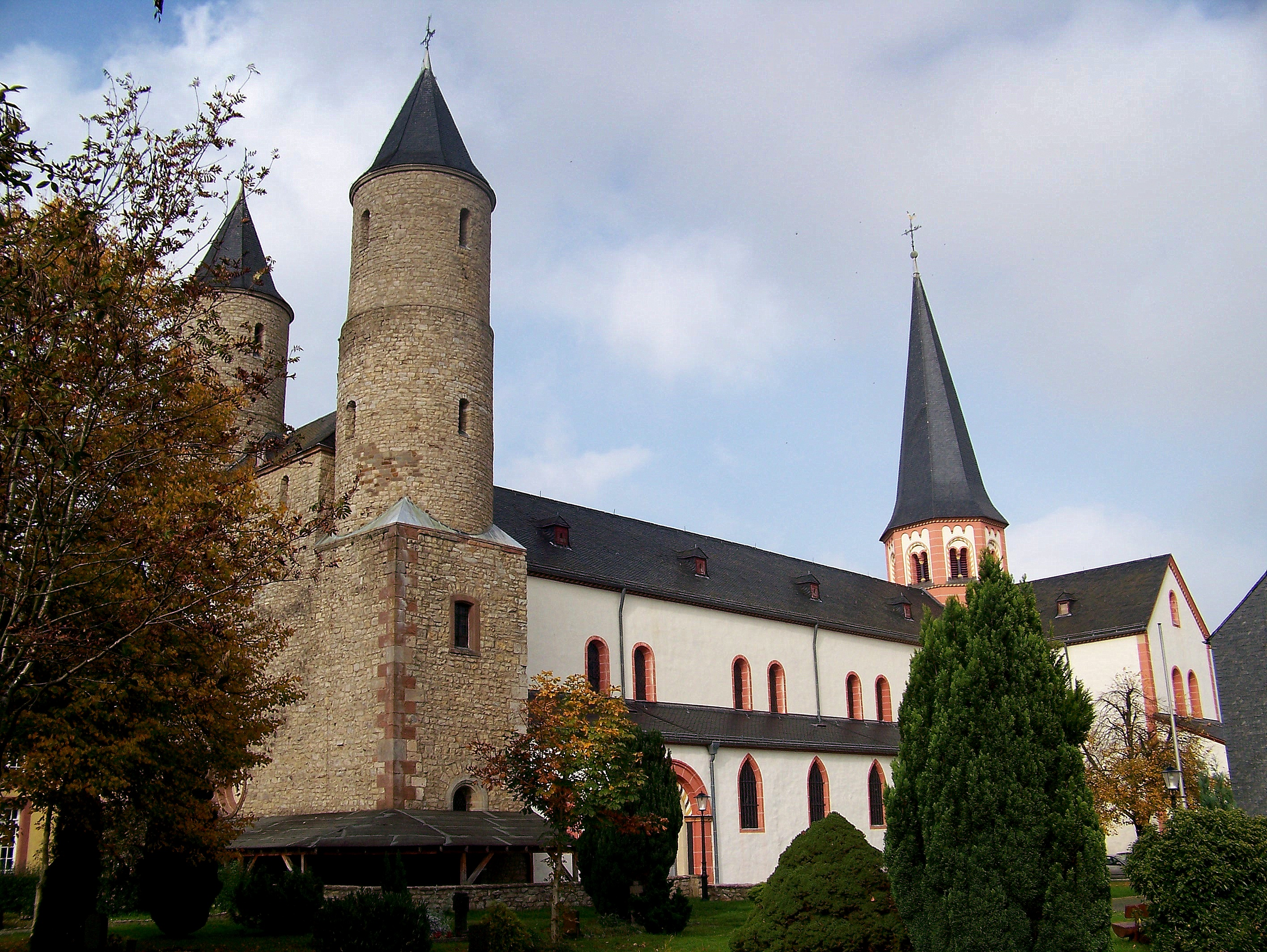
La basilique.
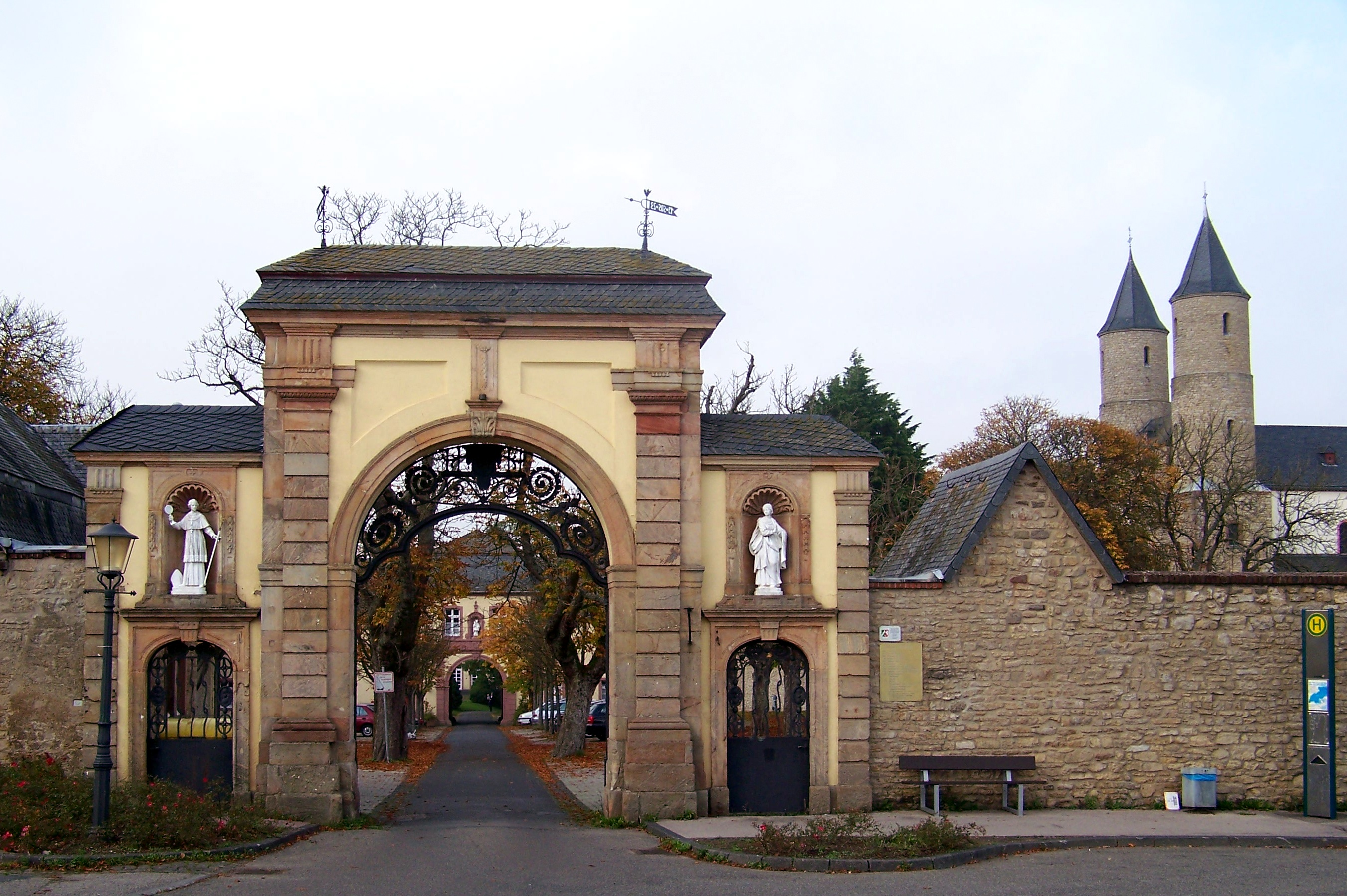
Le portail de l'abbaye.
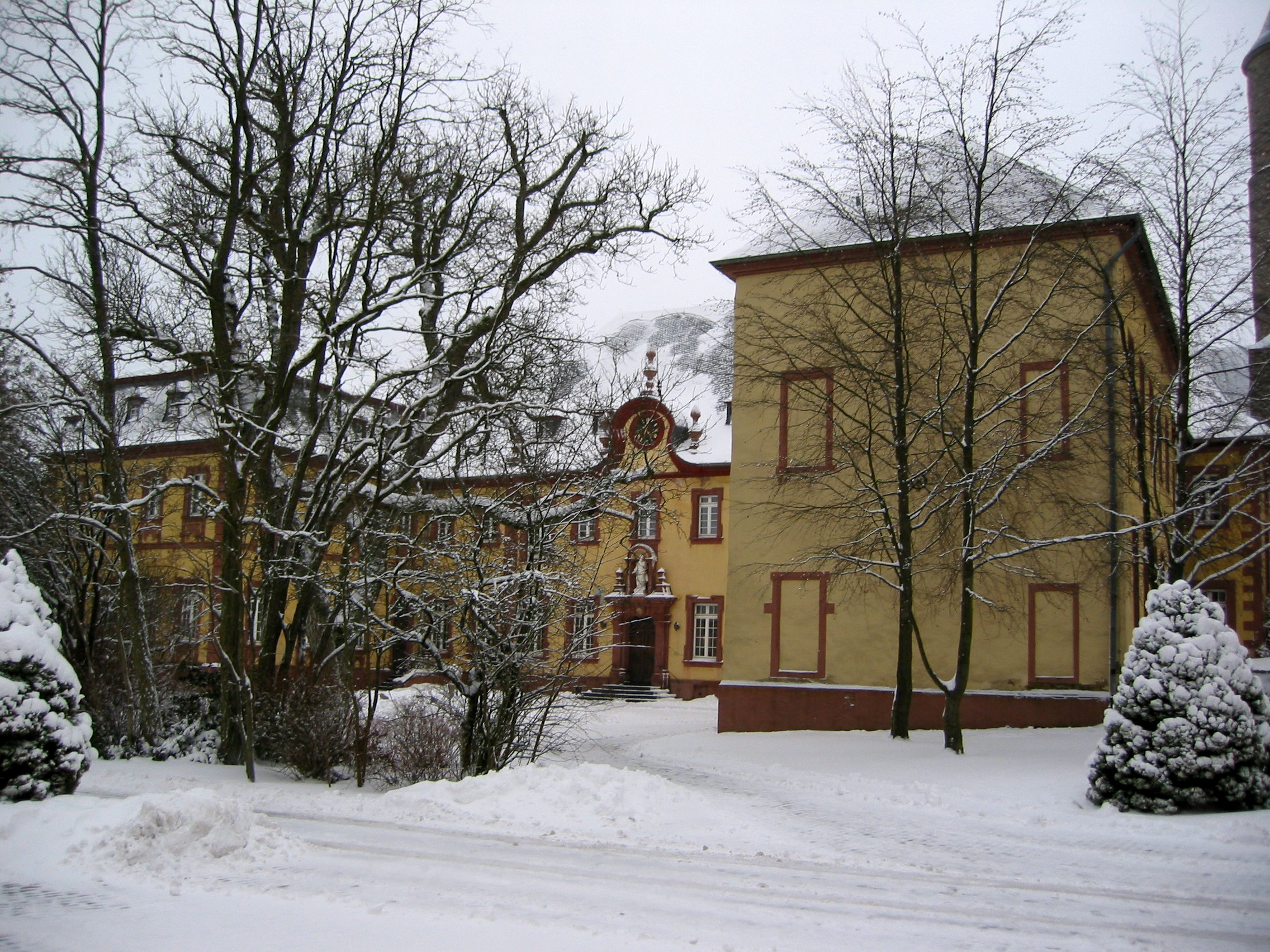
La prélature de l'abbaye.
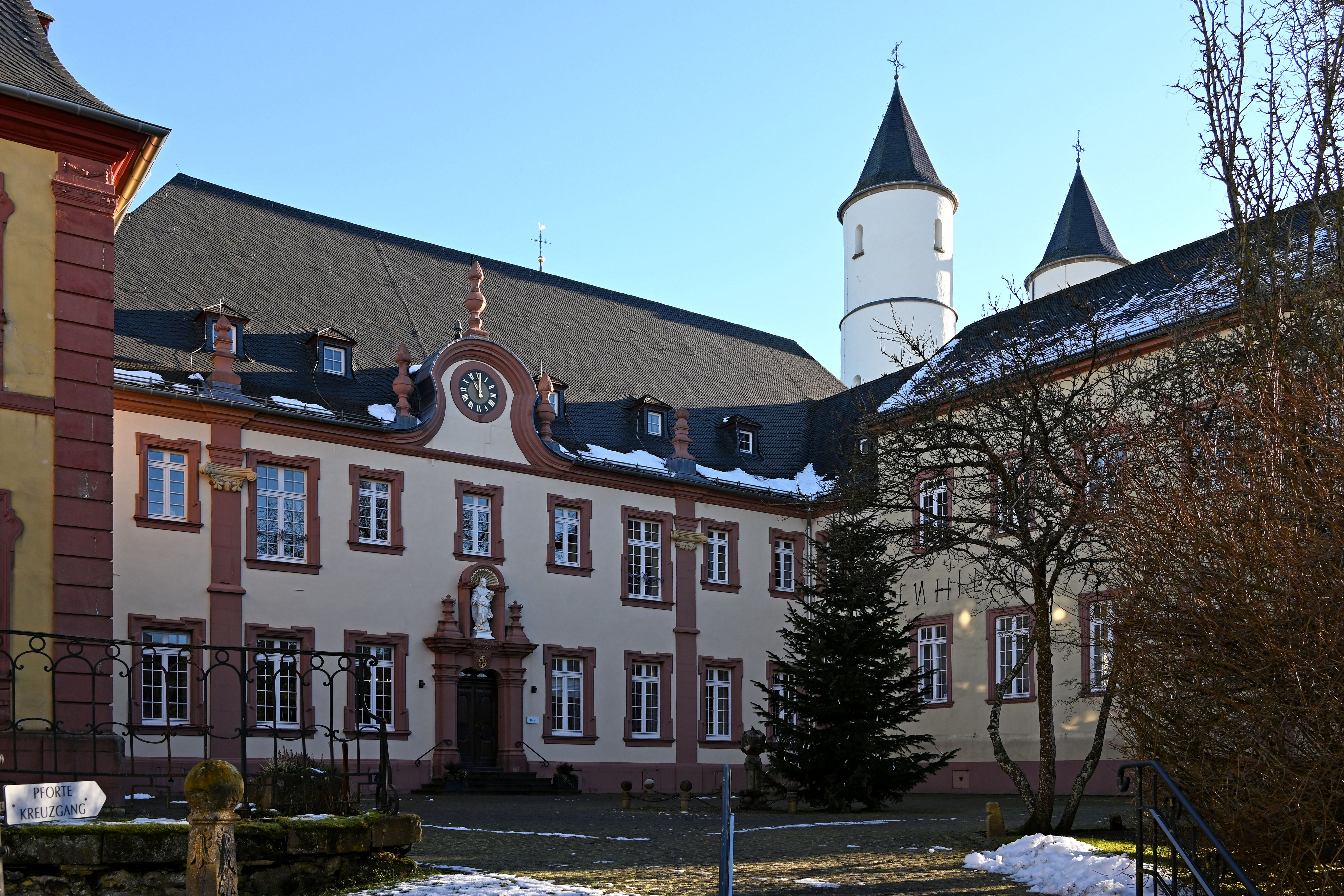
Une partie du couvent.

## Architecture

### La basilique
La basilique est une ancienne église abbatiale dédiée à sainte Marie et saint Potentinus, construite entre 1142 et 1150, et remaniée à travers les siècles. Elle présente un ensemble hétérogène de style et d'époque, mélangeant le roman au gothique, la Renaissance au baroque, et possède même des éléments du XXIe siècle. Elle possède huit baies, ainsi que six chapelles, dont une dédiée à saint Étienne et une autre à sainte Ursule. 
La basilique de Steinfeld est aussi un lieu de pèlerinage car elle contient la tombe de Hermann Joseph de Steinfeld, un saint catholique. Son tombeau est situé au milieu de l'édifice, présentant une dalle et un gisant en albâtre, sculpté en 1732, soit près de cinq cents ans après sa mort. Il est aussi décorée de sculptures de pommes, en référence à la légende selon laquelle il aurait tendu un de ces fruits à une statue de l'Enfant Jésus, qui se serait penchée pour la prendre.

À l'origine, l'abbaye possède un cloître roman, remplacé entre 1492 et 1517 par un nouveau de style gothique. 

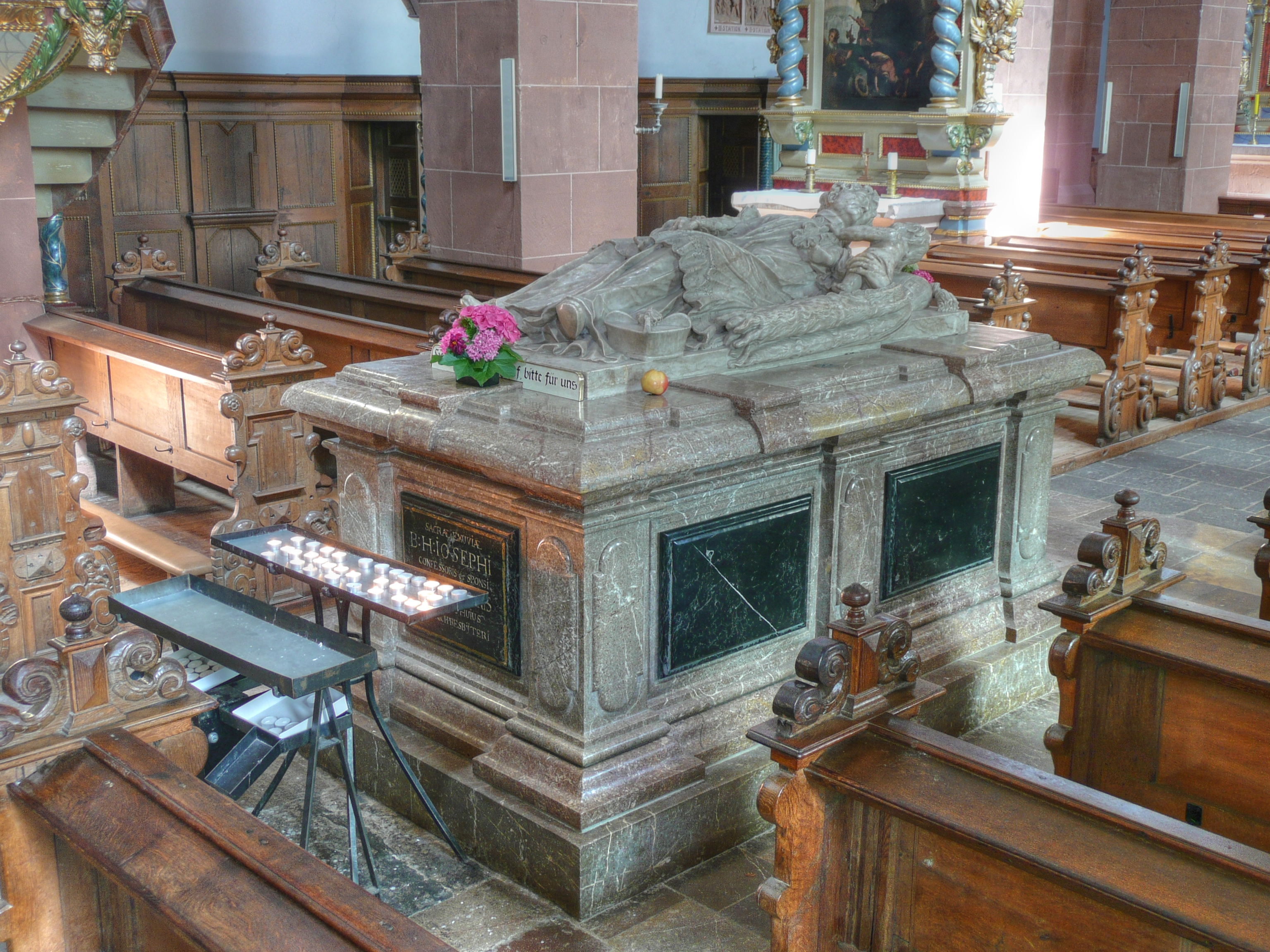
Le tombeau d'Hermann Joseph.
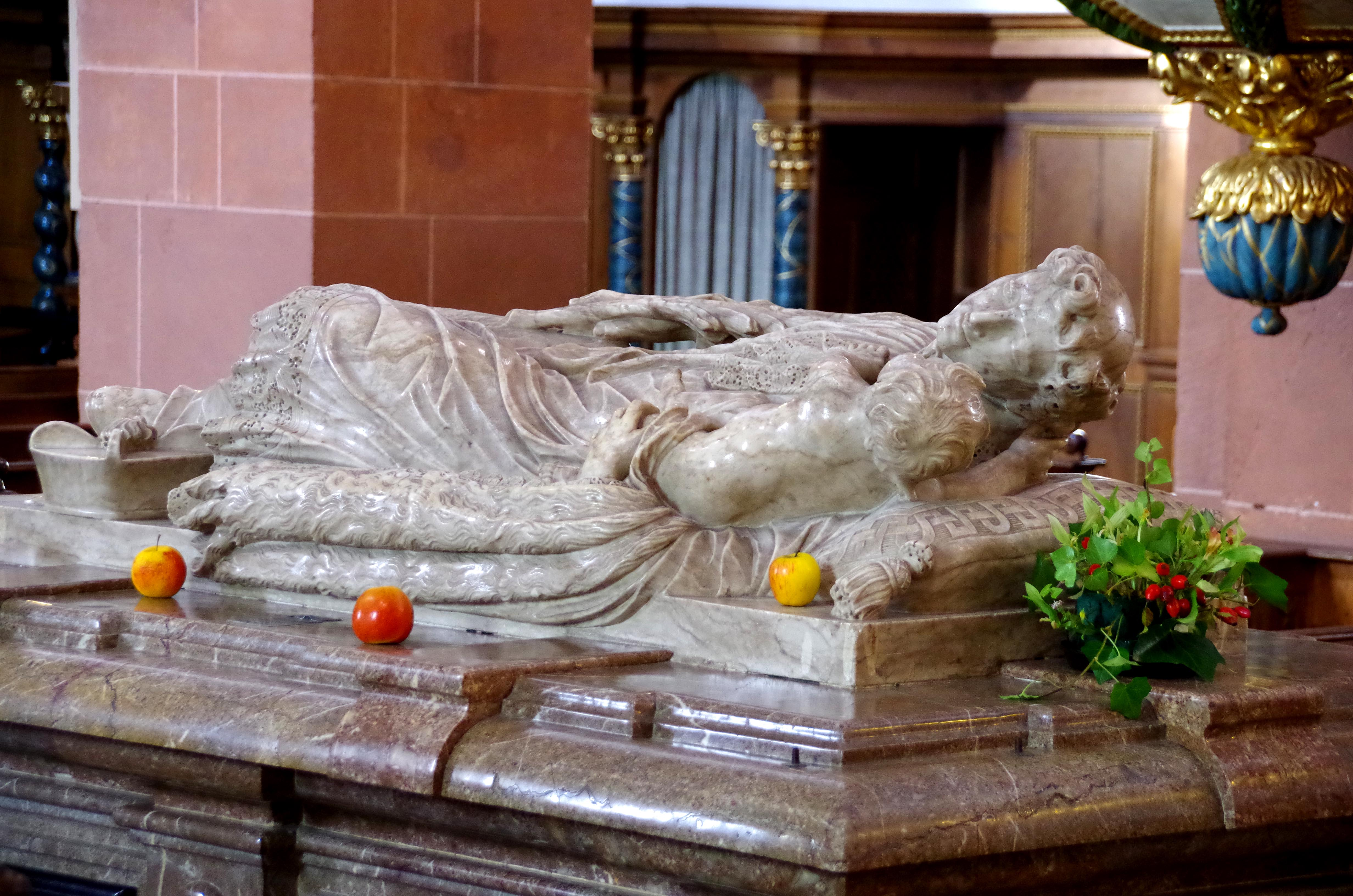
Gisant d'Hermann Joseph.
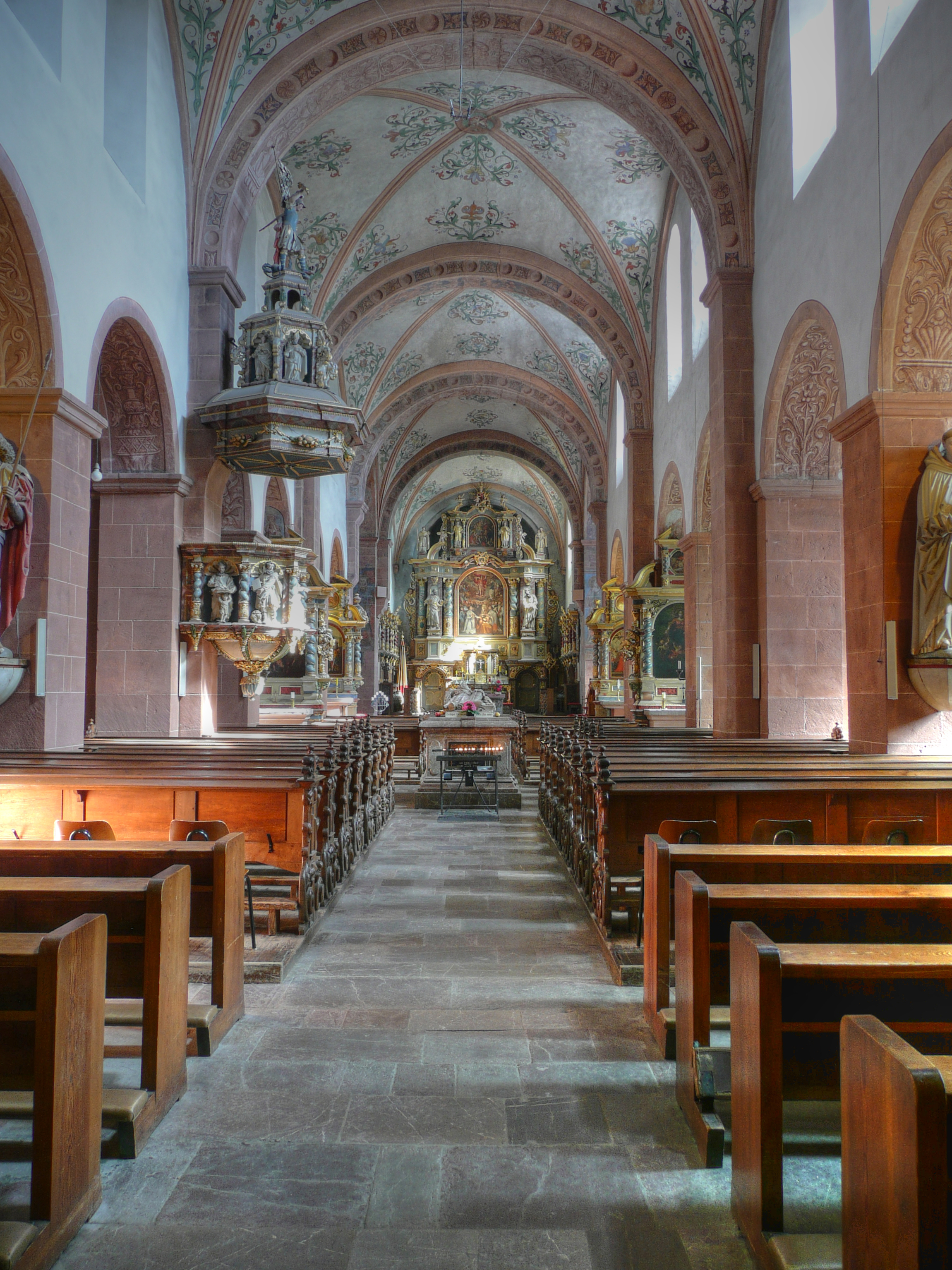
L'intérieur de la basilique.

### Les vitraux
Lorsque l'abbaye est sécularisée en 1802, les vitraux de l'artiste Gerhard Remisch, datant de 1526 à 1557 sont vendus à un britannique de Norwich. De là, ils se dispersent dans de nombreuses églises d'Est Anglie, même si une majorité rejoignent la collection privée des barons Brownlow (en), dans leur demeure d'Ashridge (en). Ils sont ensuite rachetés par le Victoria and Albert Museum, dont la Résurrection ou le Christ en croix. Deux de ces vitraux sont de nouveau à l'abbaye de Steinfeld.

Vitraux de Gerhard Remisch
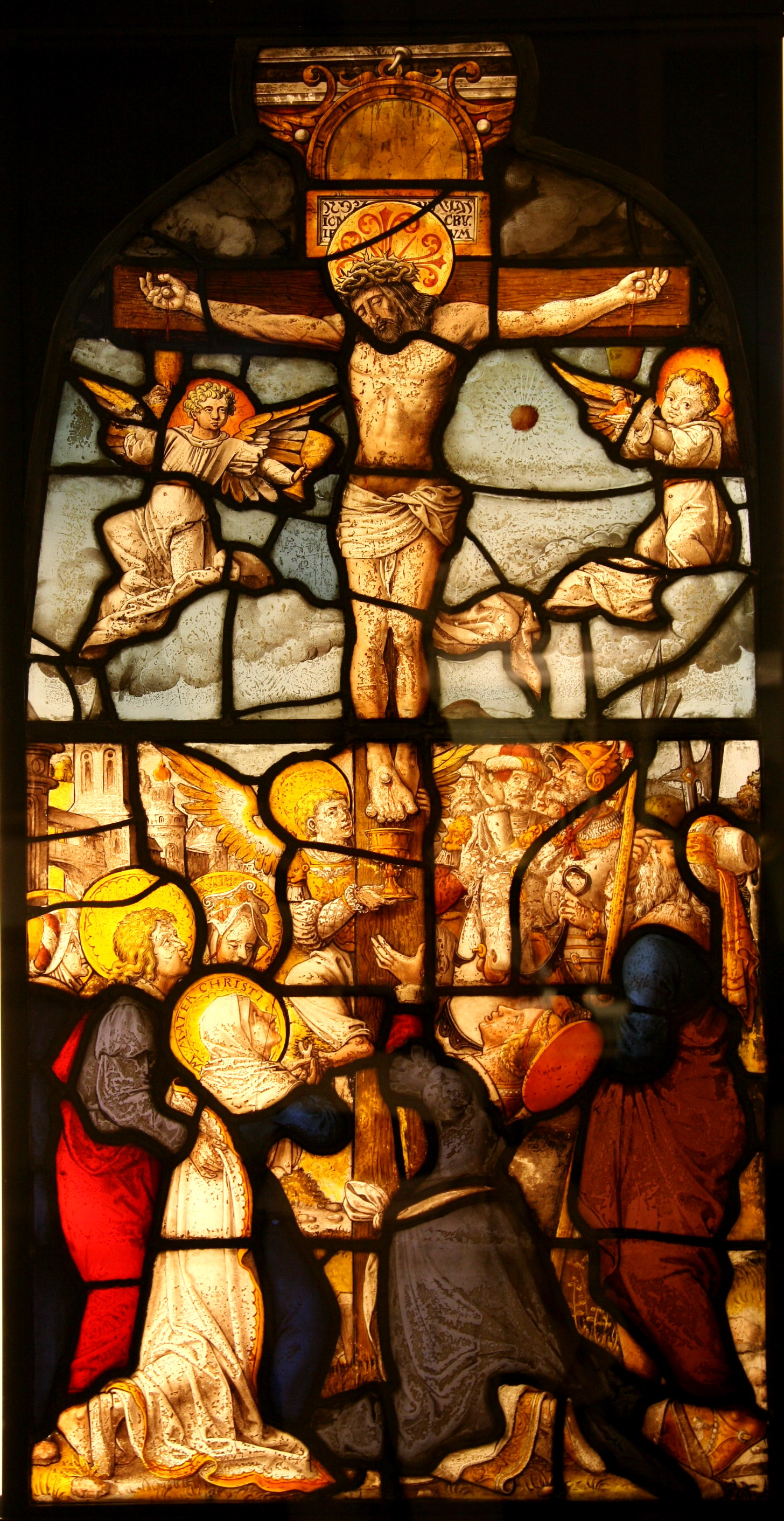
Le Christ en Croix, Victoria and Albert Museum.
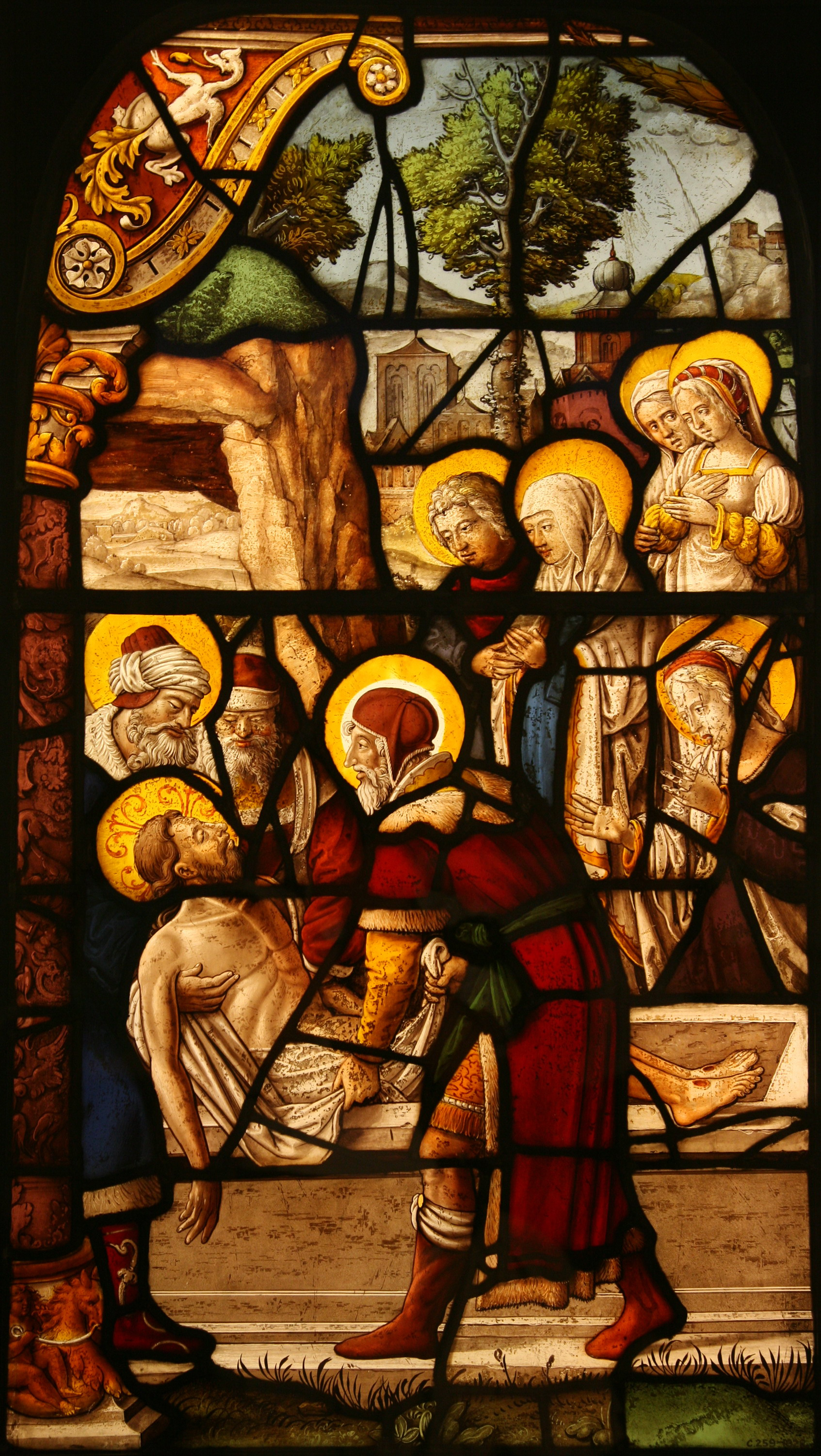
La Mise au Tombeau.
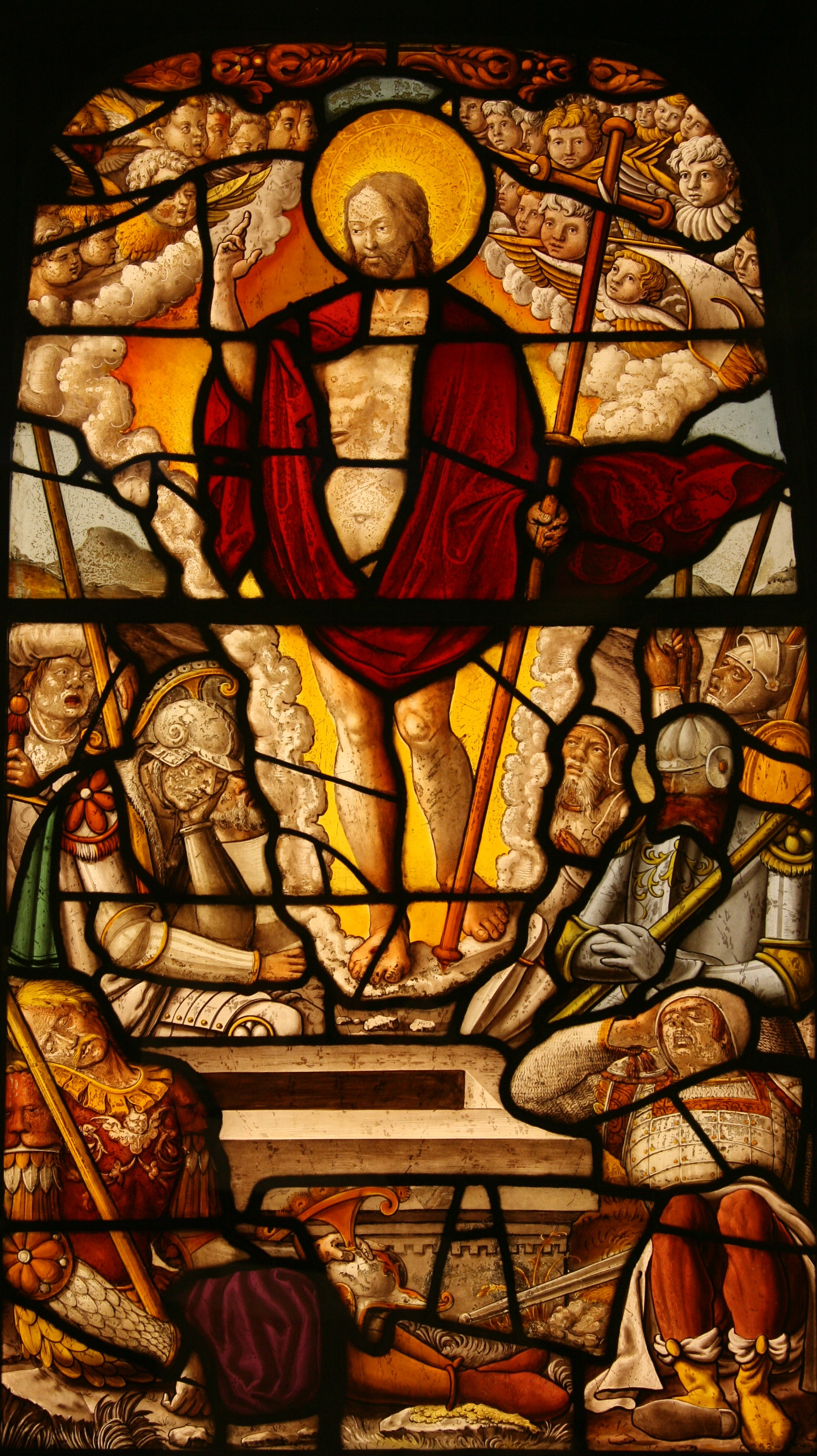
La Résurrection.

### L'orgue
Dès le XVIe siècle, la basilique de Steinfeld disposait d'un orgue en nid d'hirondelle sur le mur de la nef nord, ou d'un orgue de jubé. En 1509, celui-ci est déplacé à l'entrée de l'église, où l'orgue actuel est construit, vers 1600, probablement par Floris Hoque. Il est achevé en 1727 par  Balthasar König (de), qui, réutilisant 17 jeux anciens, porte l'orgue à 29 jeux.

C'est l'un des plus importants orgues d'église de la période baroque en Rhénanie. Mis hors service en 1977, il est entièrement restauré en 1981 par la manufacture Weimbs. Il est composé de 1 956 tuyaux et 35 registres ;  la tuyauterie est en grande partie d'origine.

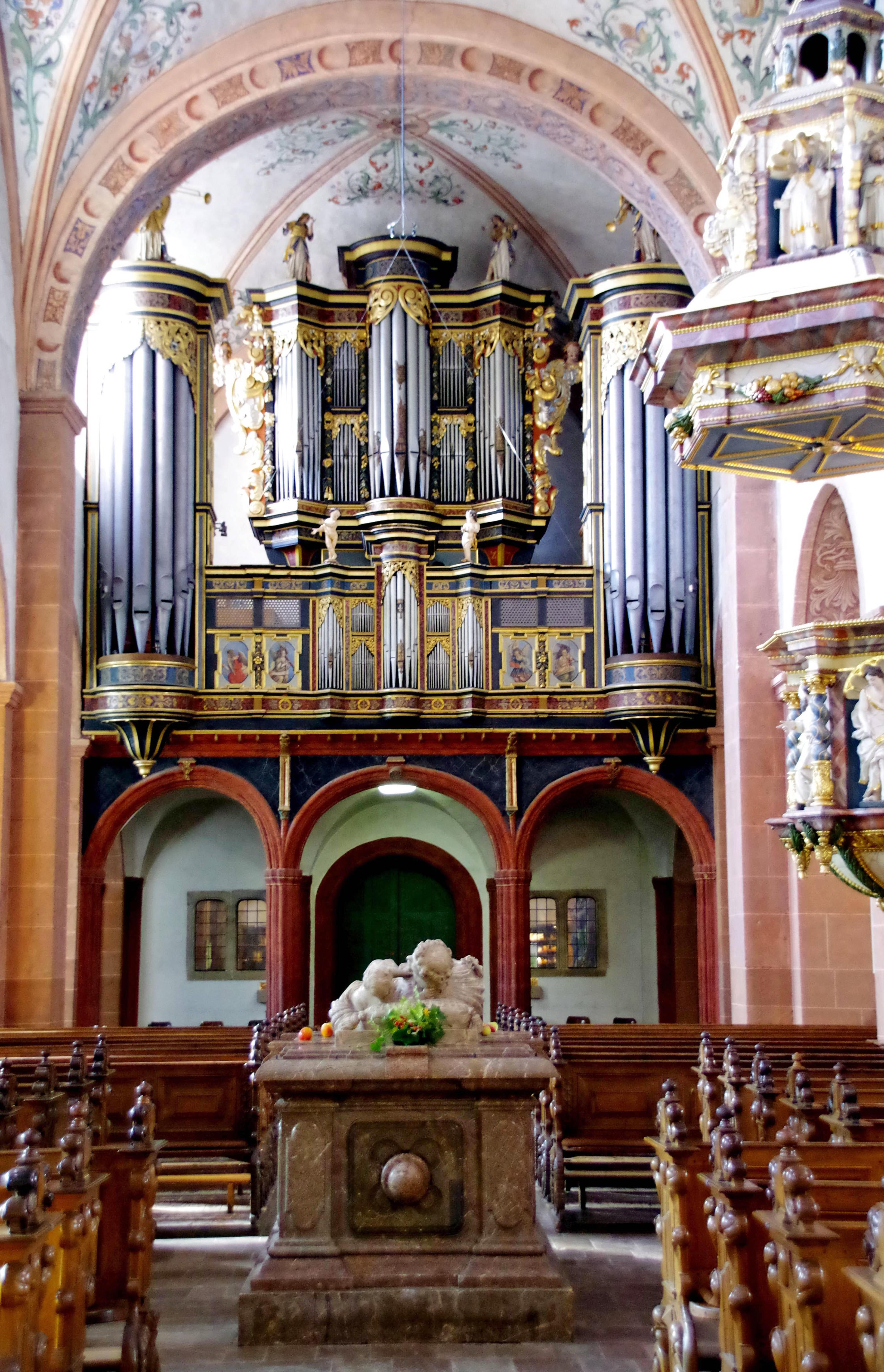
L'orgue König de Steinfeld.
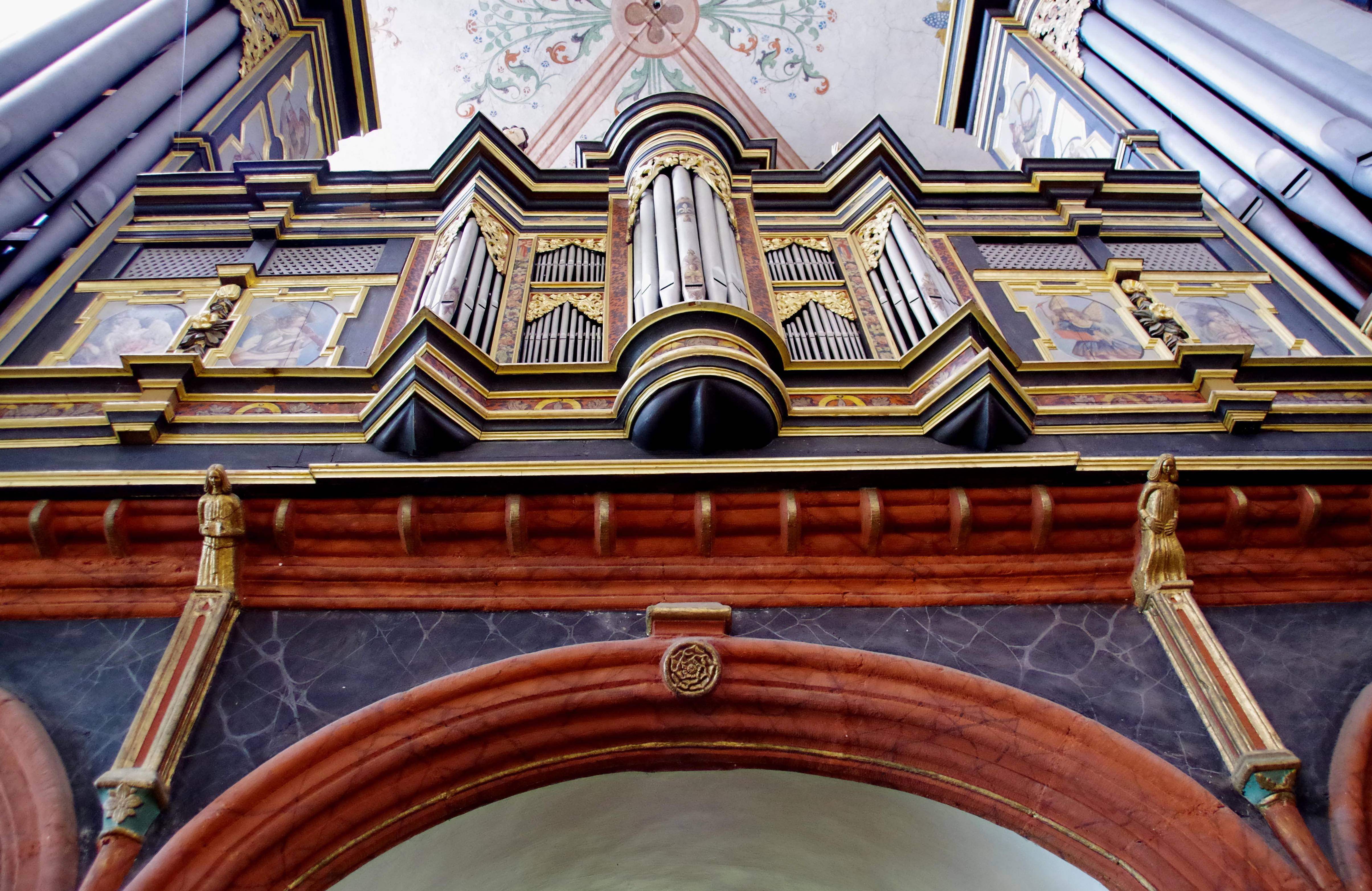
Vue de dessous.
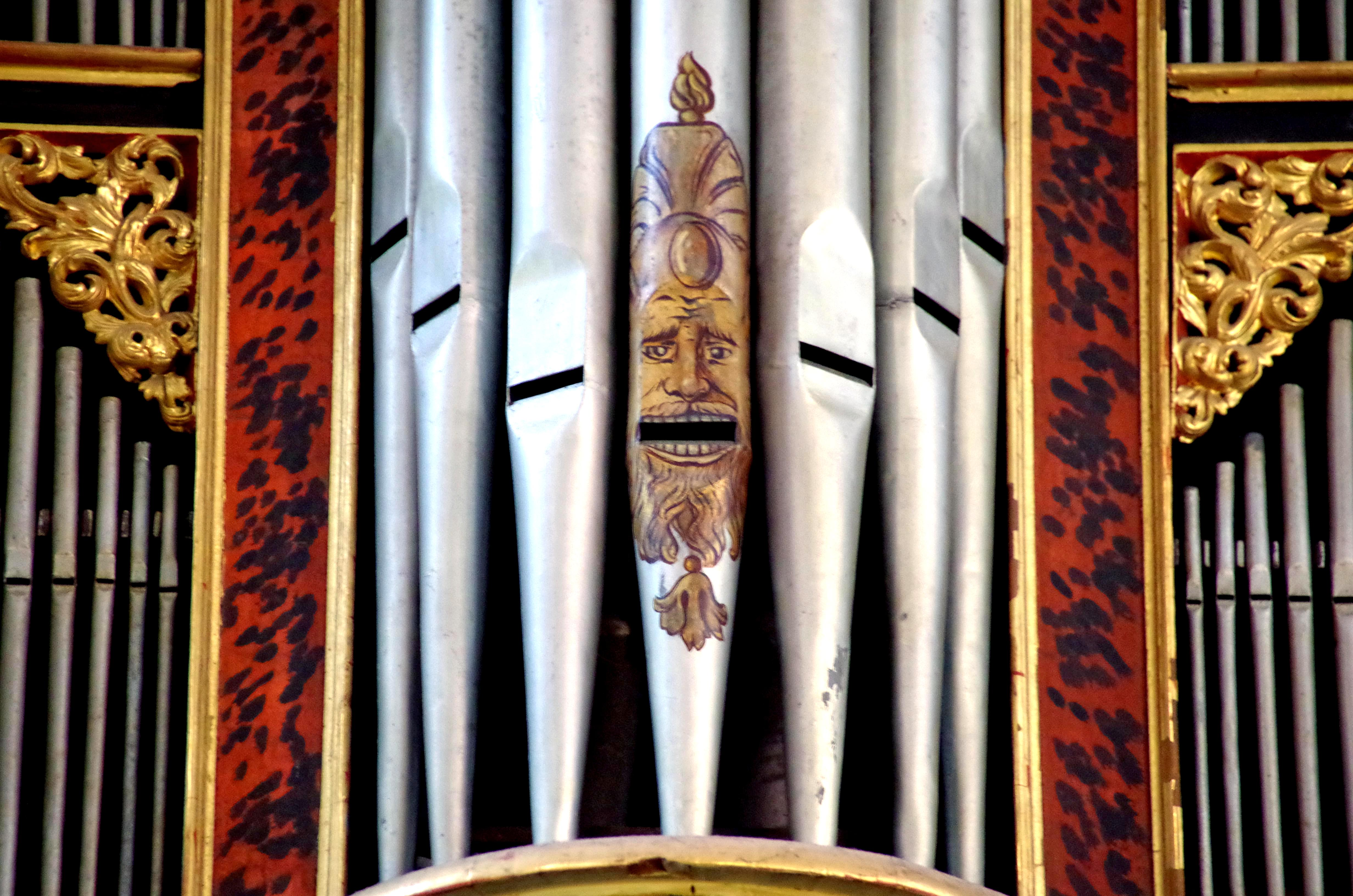
Détail.

### Le reliquaire de Potentinus
La basilique est dédiée à Potentinus, et ses reliques étaient auparavant conservée en ces lieux. Néanmoins, son magnifique reliquaire en cuivre se trouve aujourd'hui au musée du Louvre.

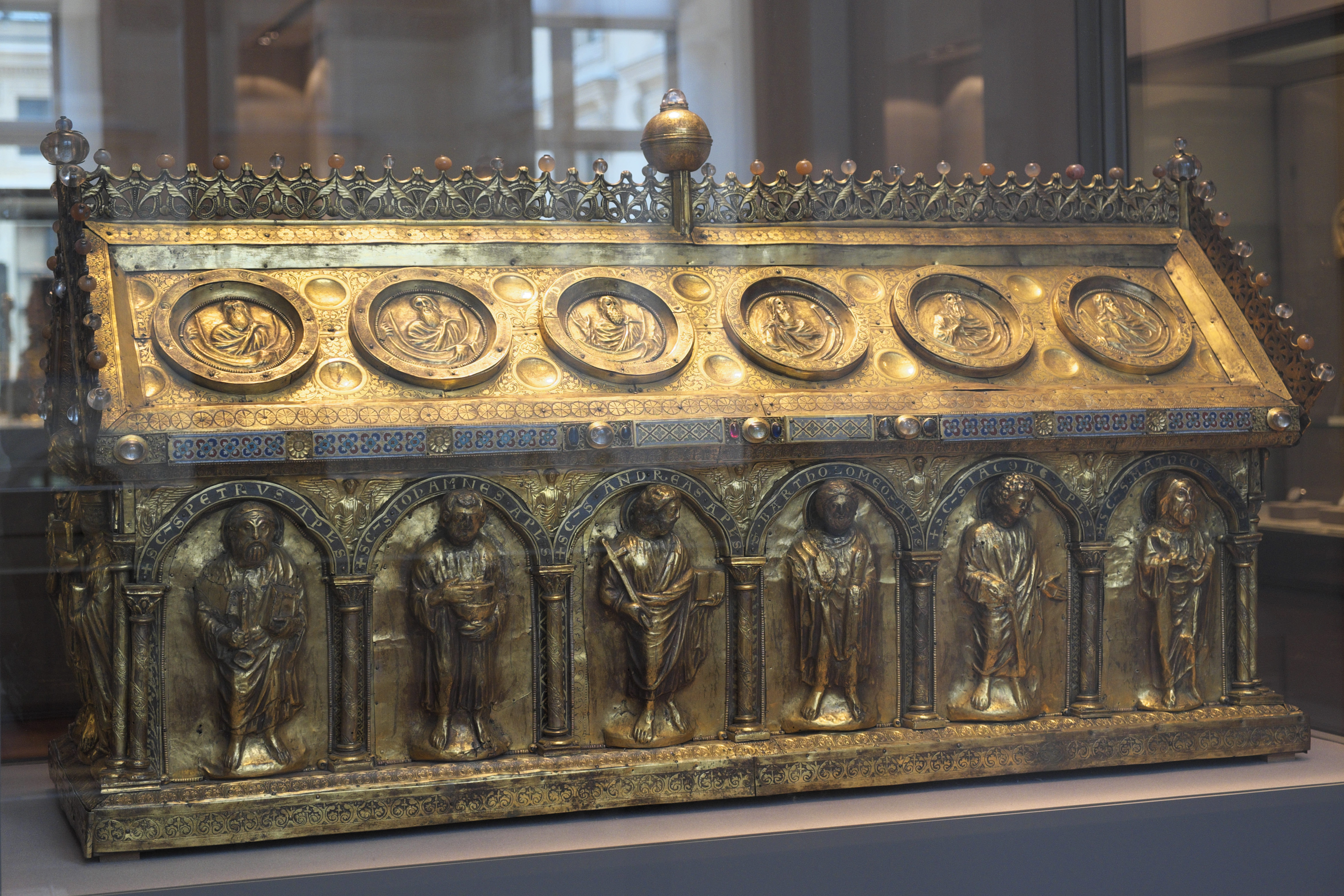
Le reliquaire de Potentinus.
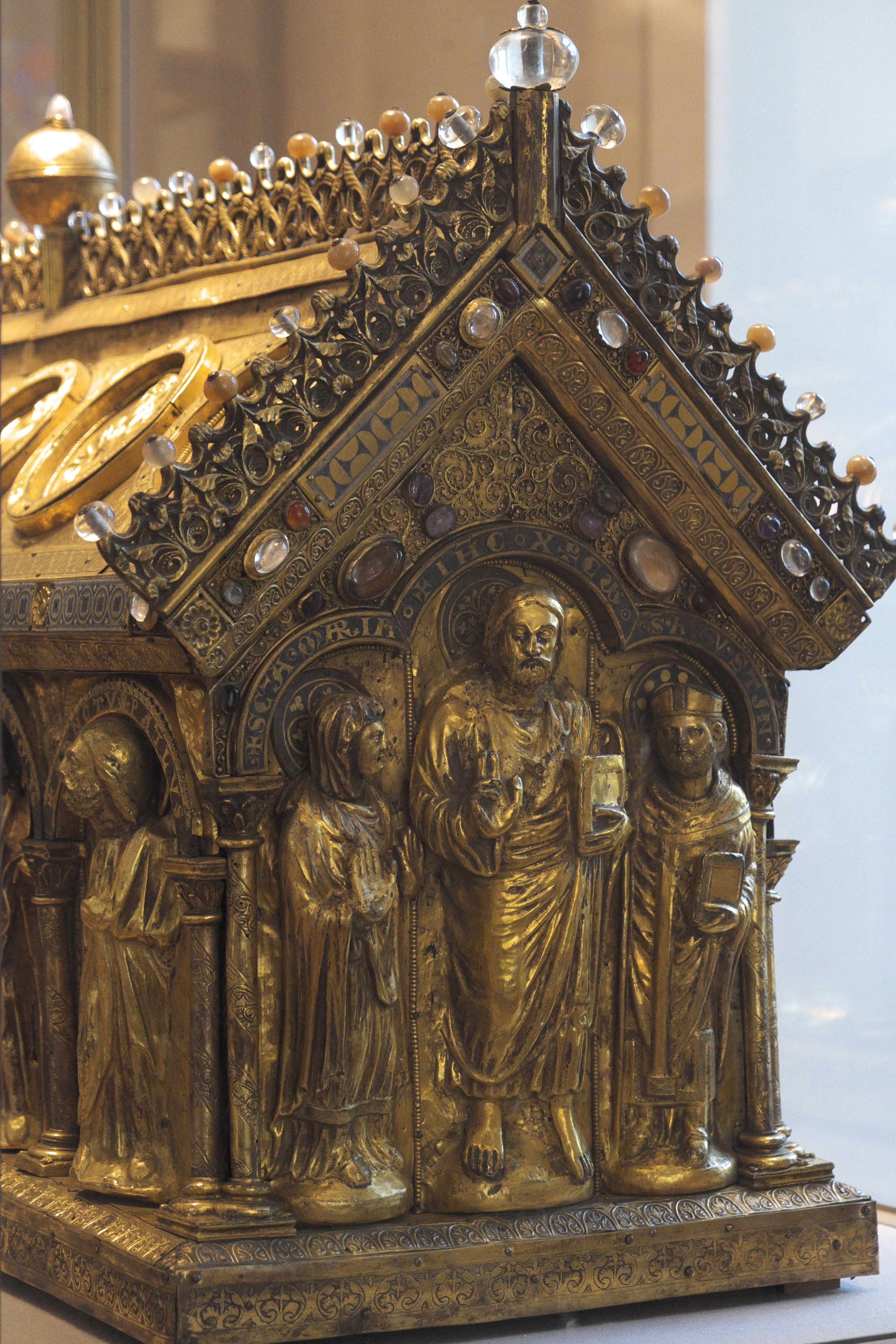
L'un des côtés avec Marie, Jésus et saint Augustin.

## Dans la littérature
- L'intrigue de l'histoire Le trésor de l'abbé Thomas, de Montague Rhodes James (publiée dans son recueil Histoires fantômes d'un antiquaire) se déroule dans l'abbaye de Steinfeld ;
- L'écrivaine anglaise Helen Grant s'est inspirée de l'histoire des vitraux disparus de cette abbaye pour écrire son roman Le démon du vitrail, où Gerhard Remsich est aussi cité.

## Sources
- (de) Cet article est partiellement ou en totalité issu de l’article de Wikipédia en allemand intitulé « Kloster Steinfeld » (voir la liste des auteurs).

- (en) Cet article est partiellement ou en totalité issu de l’article de Wikipédia en anglais intitulé « Steinfeld Abbey » (voir la liste des auteurs).